# 苏联护照
苏联护照（俄语：Паспорт гражданина СССР）是苏维埃社会主义共和国联盟发给其公民的身份证件，在苏联解体之後已不再發行或使用。为了身份证明的一般目的，苏联护照包括姓名、出生日期、出生地、性别、种族和國籍等数据，以及护照持有人的照片。在苏联护照制度发展的不同阶段，护照还可以包含工作地点、社会地位（婚姻、子女）以及苏联公民过去向这些机构和组织提出申诉所需的其他辅助訊息。

## 历史
苏联的护照制度在其历史进程中经历了一系列的变革。在苏联后期，年满16岁的公民必须持有国内护照。此外，出国旅行还需要外国护照（俄语：заграничный паспорт或загранпаспорт，意思為國際護照）。外国护照有几种类型：普通护照、公务员护照、外交护照和水手护照。
國內護照由苏联内务部地方辦事處的「護照辦公室」（паспортный стол）負責。而國外護照由苏联外交部負責。
護照記錄了以下資訊：姓氏、名字和父名、出生日期和地點以及種族、家庭狀況、財產和兵役記錄。有時護照上還會有特殊說明，例如血型。
如前所述，內部護照依種族(национальность)識別每位持有者, 例如：俄羅斯人，乌克兰人，乌孜别克族，愛沙尼亞人，犹太人等等。 當蘇聯公民在滿16歲後依法申請護照時，他們必須選擇登記成為父母其中一方的種族。
內部護照用俄语和簽發共和國的語言書寫。 「綠皮版」國內護照和國外旅行護照僅用俄語書寫。

法律要求所有居民在文件上記錄其地址，並向内务部的當地辦事處報告任何變更（例如，到了45歲，由於年齡的影響，一個人的護照上必須有三張自己的照片，分別是16歲（初次簽發時）、25歲和45歲時拍攝的）。在烏克蘭，這些法律於2001年被憲法法院以違憲為由廢除。在俄羅斯，類似的違憲宣告迄今尚未成功，因此該系統至今仍然存在於俄羅斯，儘管已大幅減少其必要性。 莫斯科當地仍然嚴格保留內部護照登記系統，該系統以最近對該城市發生的恐怖攻擊作為繼續使用該系統的理由。蘇聯護照在德涅斯特河左岸也被視為有效身分證件。

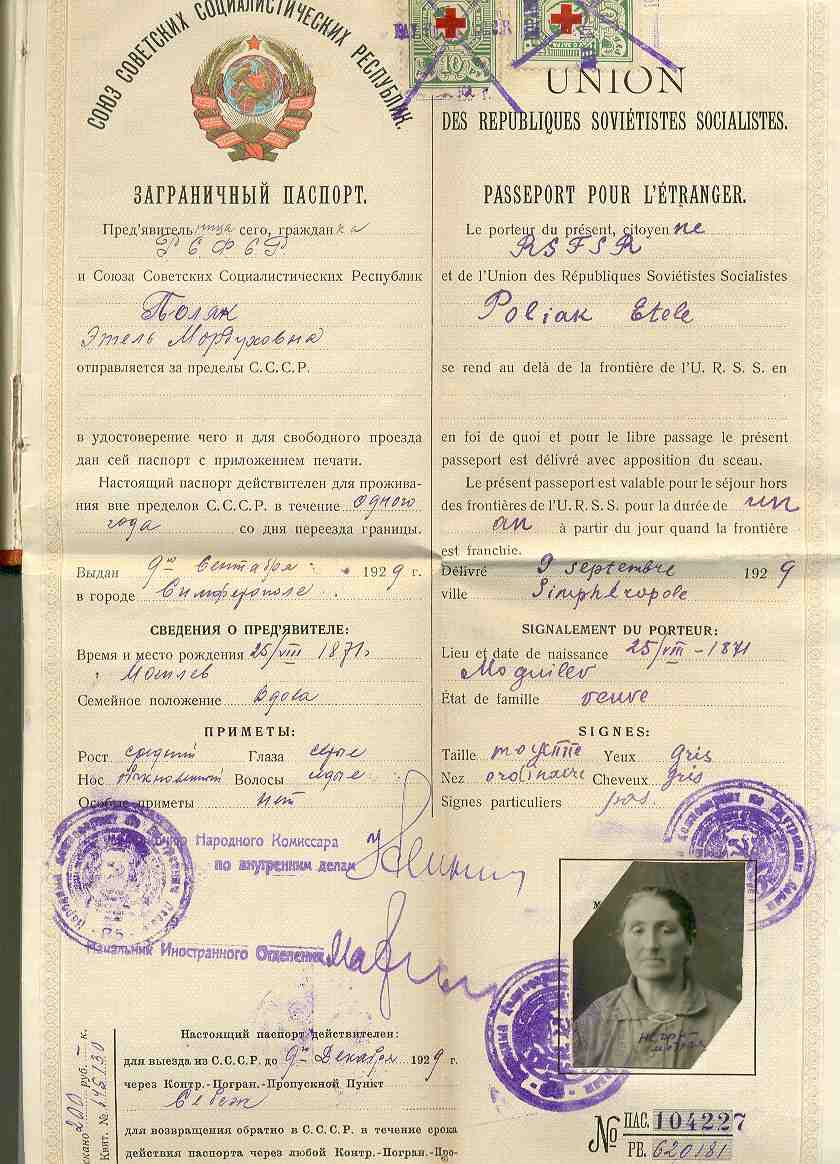
蘇聯國際旅行護照，1929 年
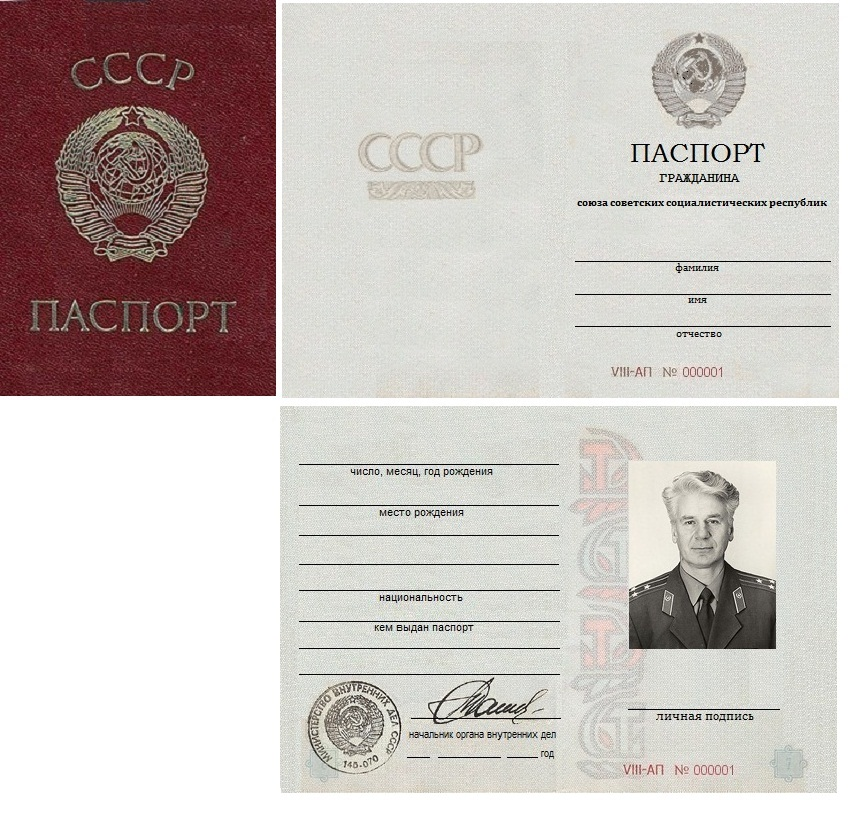
蘇聯護照，1974 年 – 1991 年
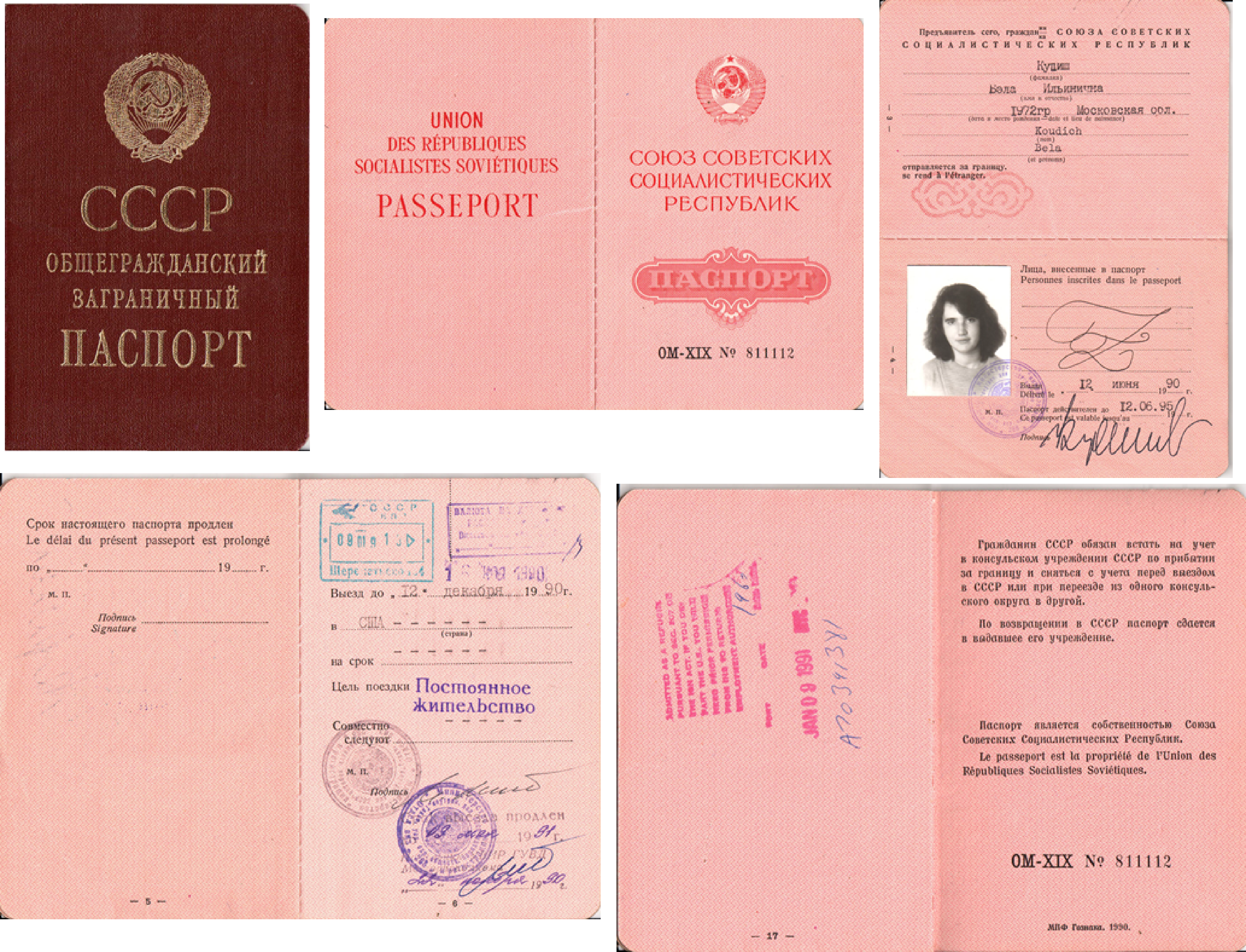
蘇聯出國旅行護照，1990 年
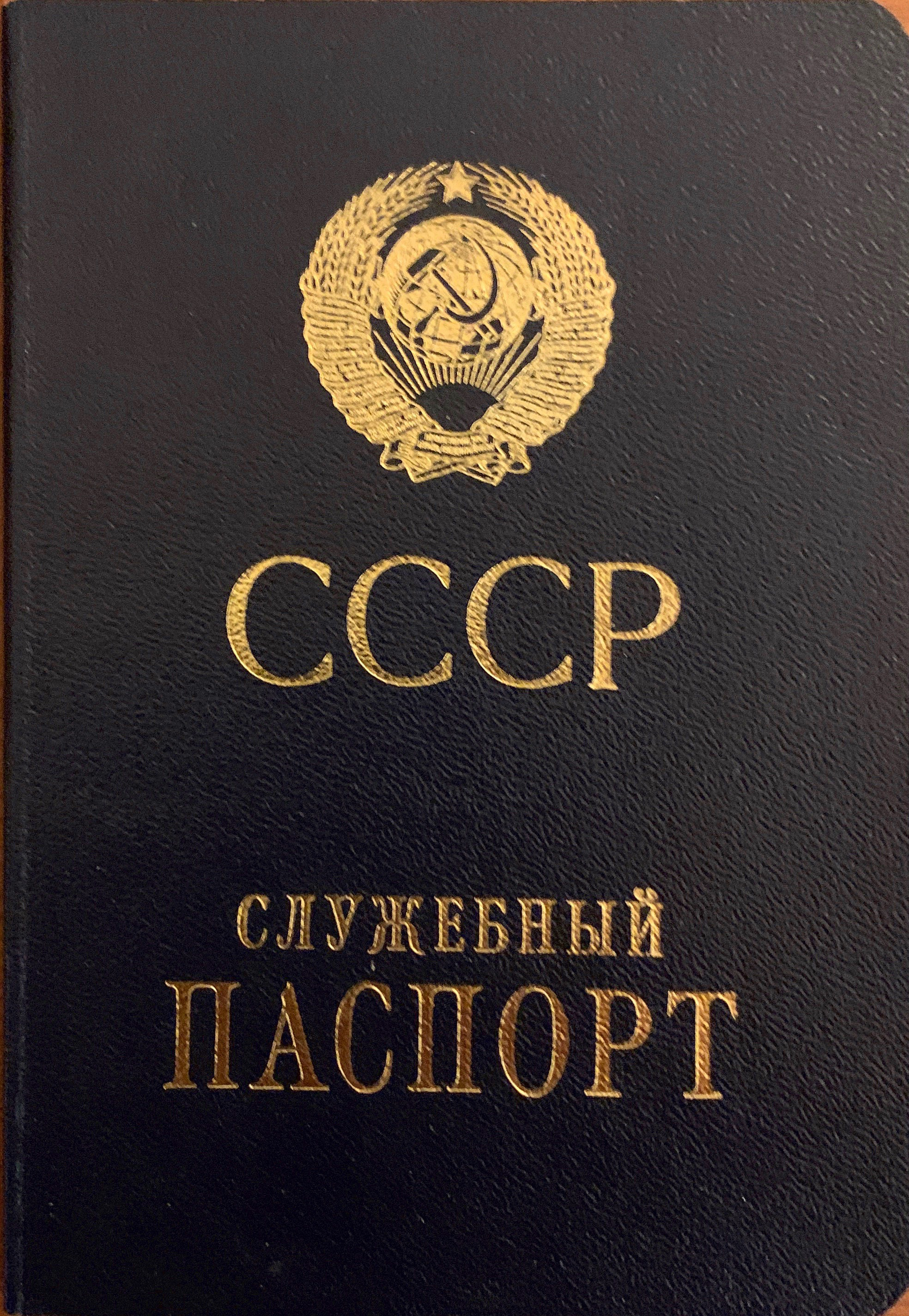
1984年核發的蘇聯公務護照